# جمعية واشنطن العاصمة لنقاد السينما
جمعية واشنطن العاصمة لنقاد السينما هي جمعية تضم مجموعة من نقاد السينما الذين ينتمون لمنطقة واشنطن العاصمة، تأسست في عام 2002 وفي عضويتها ما يقارب من 50 ناقدا سينمائيا من التلفزيون والإذاعة والصحافة ومن الإنترنت، تقدم الجمعية جوائز سنوية بناء على تصويت أعضائها.

## وصلات خارجية
- الموقع الرئيسي.